# Bücherverbrennung

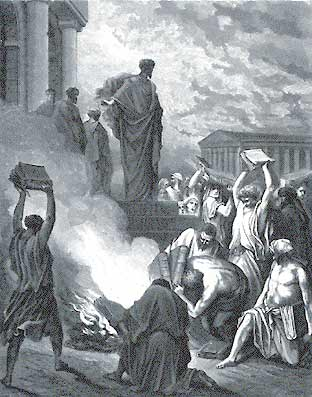
Gustave Doré: Paulus in Ephesus (um 1866). Magier verbrennen nach ihrer Bekehrung durch den Apostel Paulus in Ephesus ihre heidnischen Bücher.

Eine Bücherverbrennung ist die demonstrative Zerstörung von Büchern oder anderen Schriften durch Feuer. Es handelt sich dabei um die bekannteste Form der Bücherzerstörung. Die meist öffentlich durchgeführten Verbrennungen erfolgen wegen moralischer, politischer oder religiöser Einwände gegen den Inhalt der Schrift und kamen sowohl als staatlich inszenierte oder geduldete Maßnahme als auch als Mittel öffentlichen Protestes gegen staatliche Gewalt vor. Missliebige Bücher wurden u. a. als blasphemisch, häretisch, ketzerisch, unmoralisch, obszön, aufrührerisch und hochverräterisch sowohl symbolisch als auch tatsächlich verbrannt.
Bekannt sind die Bücherverbrennungen der römisch-katholischen Kirche, die seit dem 4. Jahrhundert stattfanden und ihren Höhepunkt in der Inquisition erreichten. Im 20. Jahrhundert sind es die Bücherverbrennungen 1933 im nationalsozialistischen Deutschland, bei denen im Zuge einer Aktion wider den undeutschen Geist der Deutschen Studentenschaft zehntausende Bücher in ritualisierten Demonstrationen öffentlich verbrannt wurden.

## Geschichte
Bücherverbrennungen sind ein die Entwicklung der Menschheit begleitendes Phänomen, das sich durch die gesamte erfahrbare Geschichte zieht. Erste Verbrennungen sind bereits aus der Antike bekannt, prägten aber vor allem die Epoche des 17. und 18. Jahrhunderts.
Bereits Kaiser Diokletian ließ in Konstantinopel die Schriften der Christen verbrennen. (Siehe dazu Märtyrer der heiligen Bücher und Diokletianische Christenverfolgung.) Im Mittelalter bezeichnet Autodafé die Verbrennung ketzerischer Bücher als Vollstreckung eines Urteils der Inquisition. In der Neuzeit bedienten sich französische Revolutionäre und britische Truppen in Nordamerika dieses extremen Mittels ihrer Politik und brannten Teile der Bibliothèque Nationale bzw. die Library of Congress nieder. Die Gründe blieben über Jahrhunderte die gleichen: Die Aussagen der Bücher seien politisch untragbar, falsch, gefährlich, verleumderisch, obszön oder verderblich. Die Versuche, unerwünschte Bücher zu verbieten, gipfelten dabei oft in publikumswirksam inszenierten öffentlichen Bücherverbrennungen. Das Zeremoniell passte sich den jeweiligen Gepflogenheiten an. Während bis zum Ende des 18. Jahrhunderts noch die Kirchenglocken läuteten und ein Scharfrichter die Strafe vollstreckte, indem er das Buch auf einen Scheiterhaufen warf, geht man heute gewöhnlich leiser vor und entzieht sich – bedingt durch die negative Assoziationskraft zur Bücherverbrennung 1933 – oft der Aufmerksamkeit der Medien.

### Frühzeit und Mittelalter
- Der chinesische Kaiser Qin Shihuangdi griff im Zuge der Reichseinigung zu rigorosen Maßnahmen. So wurde die Vielfalt widerstreitender philosophischer Schulen abgeschafft und verboten. Lediglich die staatstragende Philosophie wurde gebilligt. 213 v. Chr. wurden die Bücher aller anderen Schulen verbrannt.

- Das Neue Testament schildert eine Bücherverbrennung, mit der bestimmte Kirchen und Christengruppen bis zur Gegenwart immer wieder ihr Vorgehen gegen abweichende Meinungsdarstellungen verglichen und begründet haben: „Viele aber, die Zauberei getrieben hatten, brachten ihre [Zauber-]Bücher zusammen und verbrannten sie öffentlich und berechneten, was sie wert waren, und kamen auf fünfzigtausend Silberdrachmen“. (Apostelgeschichte 19,19 EU) Diese neutestamentliche Überlieferung beschreibt das Wirken des Apostels Paulus in Ephesos, wo er auf seiner dritten Missionsreise für zwei Jahre Station machte. Die Wirkung seines missionarischen Eifers soll nicht zuletzt darin bestanden haben, dass bekehrte Magier ihre Bücher zusammentrugen und verbrannten. Die spektakuläre Aktion zeichnete sich offenkundig durch Freiwilligkeit aus, was bei späteren kirchlichen Bücherverbrennungen nicht immer der Fall war. John Milton beschrieb dies als Beispiel eines persönlichen und freiwilligen Vorgangs: “It was private act, a voluntary act, and leaves us to a voluntary imitation: the men in remorse burnt those books which were their own; the Magistrat by this example is not appointed.”

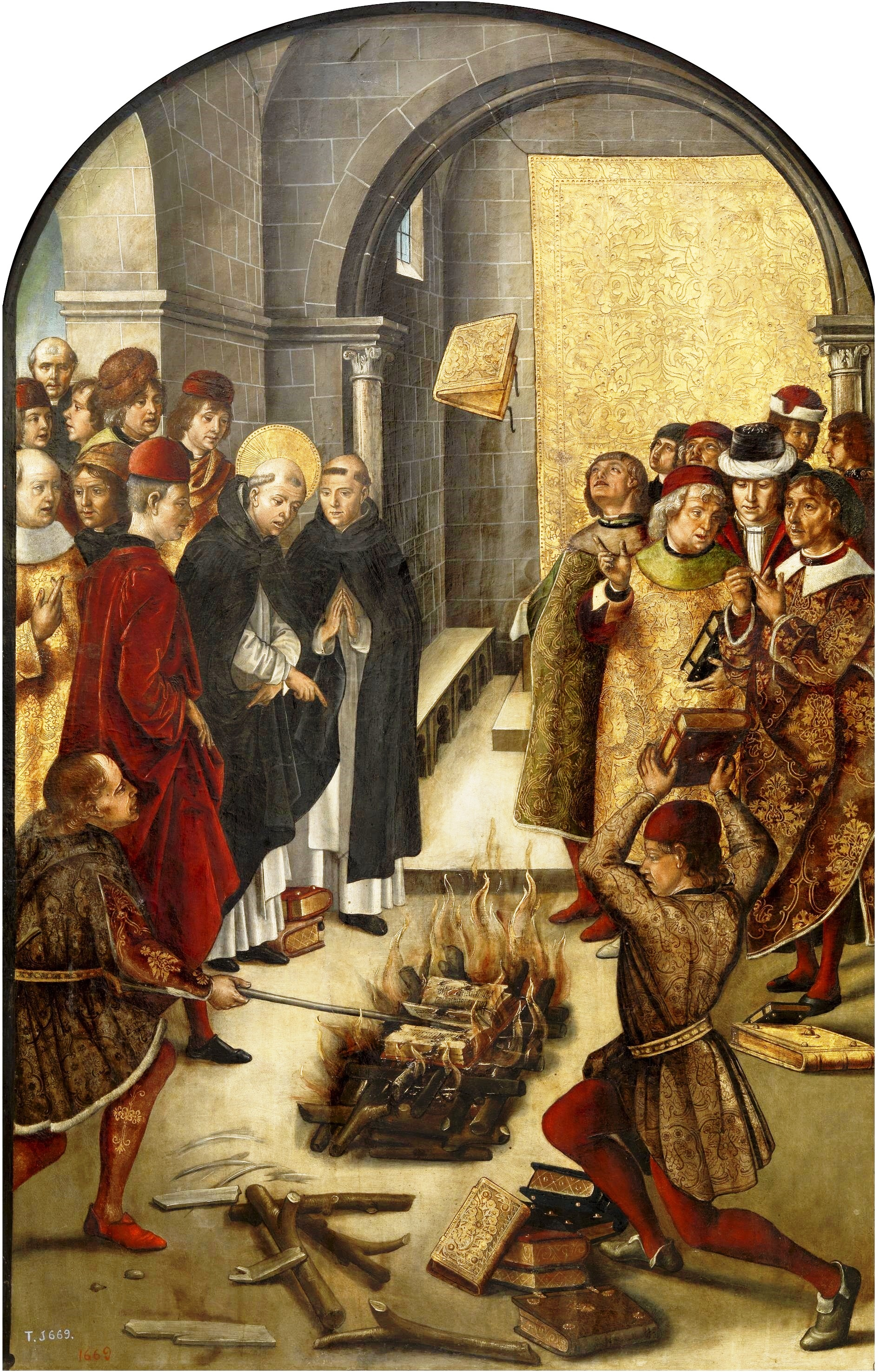
Der heilige Dominikus und die Albigenser in Albi (1207) – katholische und katharische Schriften werden ins Feuer geworfen, doch nur letztere verbrennen – Pedro Berruguete um 1495.

- 325 wurden die Bücher des Arius und seiner Schüler nach dem Ersten Konzil von Nicäa als häretisch verbrannt. Nach ähnlichen Anordnungen in Konzilien 381, 431 und 451 wurde die Verbrennung häretischer Schriften „sub conspectu judicum“ angeordnet.

- Ab dem 4. Jahrhundert gibt es Nachweise für die Verbrennung von „Zauberbüchern“ im Rahmen christlicher Bekehrung. Von ca. 350 bis ins Mittelalter hinein gibt es Schilderungen, dass „Zauberbücher“ aufgesucht und vernichtet wurden. Zwischen 350 und 400 konnten Besitzer von „Zauberbüchern“ auch mit dem Tode bestraft werden.

- Die Res gestae des Ammianus Marcellinus (ca. 330 bis ca. 395) berichten von der Verfolgung und Hinrichtung von Personen, denen der Besitz von Büchern mit verbotenem Inhalt vorgeworfen wurde. Ihre Codices und Rollen wurden in großer Zahl öffentlich verbrannt. Bei den Büchern soll es sich vor allem um Werke der „artes liberales“, der klassischen antiken Wissenschaften, gehandelt haben. Infolgedessen hätten in den „östlichen Provinzen“ „aus Furcht vor ähnlichen Schicksalen die Besitzer ihre ganzen Bibliotheken verbrannt“.

- 371–372 (oder 374) befahl Kaiser Valens eine der größten Büchervernichtungen. Zum konfiszierten und vernichteten Material gehörten dabei mehr Schriften der Artes liberales und des Rechts als der Magie, dabei ließ der Kaiser die Bücher der Verdächtigten in ihren Häusern aufspüren – ein besonders schwerer Verstoß gegen römisches Recht. Die Bücherverbrennung fand in Verbindung mit der Hinrichtung vieler angesehener Männer wie etwa Philosophen statt.

- 475 wurden die Bücher des Nestorius nach einem Edikt Theodosius II. als häretisch verbrannt.

- Ende des 5. Jahrhunderts fanden Studenten in Beirut bei einem „Johannes mit dem Beinamen ‚Walker‘ aus dem ägyptischen Theben“ im Zuge einer Hausdurchsuchung Zauberbücher. Nachdem er sie verbrannt hatte, wurde er gezwungen, die Namen von anderen Besitzern anzugeben. Daraufhin begannen die Studenten „unterstützt vom Bischof und der weltlichen Obrigkeit“ eine größere Suchaktion. Sie fanden bei anderen Studenten und einigen namhaften Personen derartige Bücher und verbrannten sie vor der Kirche. (Siehe auch: Bücherverluste in der Spätantike)

- 562 ließ der römische Imperator Justinian I. heidnische Bücher, Bilder und Götterstatuen im Kynegion verbrennen, an dem Ort, „wohin die Leiber der Hingerichteten geworfen wurden“, eine besonders verachtende Form der „damnatio memoriae“, der Auslöschung der Erinnerung.

- 642 sollen einer Legende aus dem 13. Jahrhundert zufolge die Bücher des Museion von Alexandria vom muslimischen Eroberer Emir ʿAmr ibn al-ʿĀs auf Befehl des Kalifen ʿUmar ibn al-Chattāb verbrannt worden sein. Angeblich ließ er sechs Monate lang die 4000 Bäder von Alexandria damit heizen. Siehe auch: Bibliothek von Alexandria, Abschnitt „Unter den Arabern“

- 1121 wurde Peter Abaelard auf dem Konzil von Soissons gezwungen, seine Schrift über die Heilige Trinität zu verbrennen. 20 Jahre später, nach dem Konzil von Sens im Jahr 1141, befahl Papst Innozenz II., ihn in ein Kloster einzusperren und seine Schriften zu verbrennen.

- 1160 oder 1164 wurden Gebete an die Planeten und Avicennas Schriften Buch der Genesung und Buch der Rettung durch Ibn al-Māristānīya in Bagdad öffentlich verbrannt.[3]

- 1193 wurde die buddhistische Nalanda-Universität (heute Bundesstaat Bihar, Indien), vermutlich die weltweit größte ihrer Zeit, vom islamisch-türkischen Eroberer Bakhtiyar Khilji zerstört, wobei es zu einem Massaker an Tausenden von Lehrern und Studenten, meist buddhistischen Mönchen, kam. Demnach wurden die Opfer enthauptet oder lebendig verbrannt. Zudem wurden alle Bücher der Bibliothek verbrannt, was aufgrund des riesigen Umfanges mehrere Monate gedauert haben soll. Das Ereignis gilt auch als Wendepunkt des Buddhismus in Indien, der hierbei auf dem Subkontinent weitgehend ausgelöscht wurde.

- 1207 übergab der mit der Ketzerbekämpfung beauftragte Dominikus in Albi die Schriften der Albigenser den Flammen. Dominikus prüfte derart die Schriften der Albigenser, die im Feuer liegen bleiben und verbrannten, während die rechtgläubig katholischen Bücher in den Himmel emporgehoben wurden.

- 1242 kam es zur Pariser Talmudverbrennung, bei der sämtliche in Frankreich, England, Portugal und im nicht-almohadischen Teil Spaniens entdeckten jüdischen Bücher konfisziert und vernichtet wurden. Unter Aufbietung des königlichen Beamtenapparates wurden 24 Wagenladungen jüdischer Bücher aus dem ganzen französischen Königreich zusammengetragen, die Scheiterhaufen brannten zwei Tage lang. Mit dem Flammengericht wurden zum ersten Mal in Paris die Bücher „in maxima multitudine“ in Form des Scheiterhaufens aufgeschichtet und verbrannt. Diese Bücherverbrennung ging auf eine Anweisung von Papst Gregor IX. an die dortigen Bischöfe zurück, denen es gelang, Ludwig IX. zu überreden, zwölftausend Exemplare des Talmud in Paris verbrennen zu lassen. Weitere Päpste taten es ihm gleich, so Innozenz IV. (1243–1254), Clemens IV. (1256–1268), Johannes XXII. (1316–1334), Paul IV. (1555–1559), Pius V. (1566–1572) und Clemens VIII. (1592–1605), denen es fast gelang, das gesamte jüdische Schrifttum zu vernichten.

- 1256 ordnete der Mongolen-Khan Hülegü die Verbrennung der großen Bibliothek an, welche die Assassinen auf Alamut zusammengestellt hatten. Lediglich alle Koran-Handschriften und wissenschaftlichen Werke wurden zuvor aussortiert.

### Neuzeit

#### 15. Jahrhundert

Martin Luther verbrennt 1520 in Wittenberg die Päpstliche Bulle. (Gemälde von Paul Thumann, 1872/73)

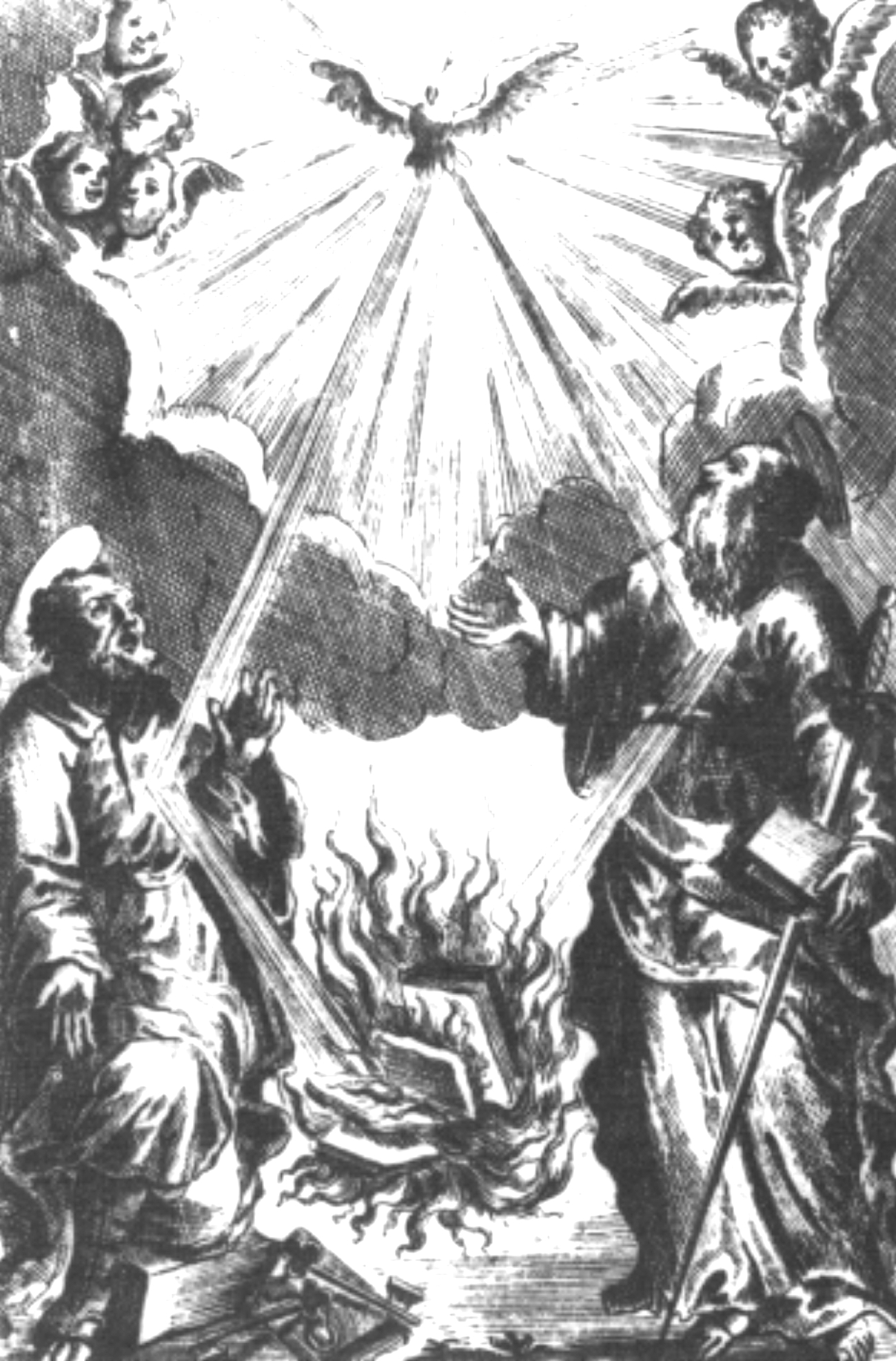
Titelblatt zum Index Librorum Prohibitorum, Kupferstich von 1711. (N.B.: Der Heilige Geist oben, mitten in Aureole und zusehenden Engeln, entzündet mit zwei Strahlen, die von Christen, mit Heiligenschein, abgelenkt werden, den Bücherhaufen unten.)

Verbrennung des Book of Sports (Declaration of Sports) durch englische Protestanten (um 1618)

- 1415 wurde der böhmische Reformator Jan Hus am 6. Juli in Konstanz zum Feuertod verurteilt. Auf dem Weg zur Hinrichtung wurde er am Friedhof jener Kirche vorbeigeführt, wo zur selben Stunde seine Bücher „in Anwesenheit des Klerus und johlenden Volkes“ verbrannt wurden.
- Am 7. Februar 1497 und am 17. Februar 1498 ließ der Dominikanerpater Girolamo Savonarola in Florenz durch eine „Kinderpolizei“ in Haus- und Straßensammlungen die „Herausgabe aller unehrbaren Schriften, Figuren und Gemälde“ erzwingen und verbrannte in einem „Scheiterhaufen der Eitelkeiten“ pornographische und heidnische Bücher, Glücksspiele, Kosmetik, obszöne Bilder, Boccaccios Decamerone und alle Werke des Ovid, die in der Stadt gefunden werden konnten.
- Im 15. Jahrhundert gab es zahlreiche derartige Aktionen auch schon vor den „bruciamenti“ Savonarolas, die ebenfalls oft von Bußpredigern initiiert wurden, etwa in Bologna, Augsburg, Nürnberg, Bamberg und Wien.
- 1499/1500 verfügte der Erzbischof von Toledo, Francisco Jiménez de Cisneros, im Rahmen der Zwangsbekehrung der muslimischen Granadinos, dass deren Bücher, nicht zuletzt die ausgeforschten Koran-Exemplare, verbrannt werden. 1821 machte Heinrich Heine dieses Ereignis zum Sujet seiner Tragödie Almansor (siehe unten).

#### 16. Jahrhundert
- 1501 wurde die Bücherverbrennung papstfeindlicher Schriften in der Päpstlichen Bulle angeordnet
- 1520 erließ Papst Leo X. die Bulle „Exsurge Domine“ gegen Martin Luther mit der Androhung des Bannes. Die Verbrennung seiner Schriften, die zwar vielerorts von der Kanzel herab angeordnet, aber nur in wenigen deutschen Städten (darunter Löwen, Lüttich, Trier und die Bistümer Mainz und Köln) im Oktober tatsächlich befolgt wurde, veranlasste Luther dazu, seinerseits Gegenmaßnahmen zu ergreifen. Er verbrannte am 10. Dezember die „papistischen“ kanonischen Rechtsbücher (Codex Iuris Canonici) und die päpstliche Bannandrohungsbulle vor dem Elstertor in Wittenberg. Mit diesem Akt vollzog Luther die symbolische Loslösung von Rom; mit einer lateinischen Verdammungsformel warf er die Bulle ins Feuer: „Weil Du getilgt hast die Wahrheit Gottes, so tilge Dich heute der Herr. Hinein mit Dir hier ins Feuer!“
- Ebenfalls am 10. Dezember 1520 wurden nach einem Aufruf Philipp Melanchthons vor den Toren der Stadt Wittenberg die päpstlichen Bullen, Bücher des päpstlichen Rechts und der scholastischen Theologie sowie einige Schriften von Johannes Eck und Hieronymus Emser verbrannt. Die Summa theologica von Thomas von Aquin und der Sentenzenkommentar von Duns Scotus entgingen den Flammen, da der Organisator der Bücherverbrennung (wahrscheinlich Johannes Agricola) davon keine Exemplare auftreiben konnte. Diese Aktion symbolisierte die endgültige Abkehr vom Katholizismus und das Ende der Bestrebungen, eine gütliche Einigung im Konfessionsstreit zu finden.
- Am 10. März 1521 erließ Karl V. das Mandat zur Verbrennung der Schriften Martin Luthers.
- Am 15. Mai 1521[4] führte der englische Kardinal Thomas Wolsey auf Geheiß von König Heinrich VIII. in St Paul’s Cross in London in Anwesenheit von 30.000 Zuschauern die Verbrennung einer großen Anzahl lutherischer Bücher durch.
- Am 24. Juni 1527 verbrannte Paracelsus eine Ausgabe vom Kanon der Medizin des seinerzeit als Autorität geltenden Arztes und Philosophen Avicenna im Sonnwendfeuer.[5]
- Vom 15. bis zum 22. März 1534 verbrannten die Täufer von Münster missliebige Bücher auf dem Domplatz.[6]
- 1534 (am 24. Dezember) wurde der französische Typograph und Verleger Antoine Augereau, der Lehrmeister Garamonds, auf dem Scheiterhaufen mit seinen Schriften verbrannt. Hintergrund war ein theologischer Streit mit der katholischen Kirche.
- 1555 befahl die Römische Inquisition die Konfiszierung des Talmuds aus jüdischen Haushalten und ordnete die anschließende Verbrennung aller Kopien an.
- 1559 erschien erstmals der Index Librorum Prohibitorum, ein Verzeichnis der für jeden Katholiken bei Strafe der Exkommunikation verbindlich verbotenen Bücher. Die letzte amtliche Ausgabe erschien 1948.
- Am 12. Juli 1562 ließ der Bischof von Yucatán, Diego de Landa, vor dem Franziskanerkonvent in Maní alle Götzen und Objekte, von denen er meinte, dass sie den Maya zur Teufelsanbetung dienten, auf einem Scheiterhaufen verbrennen. So wurden fast alle Bücher, die in Maya-Schrift geschrieben waren, ein Opfer der Flammen. Nur vier Codices entgingen der Vernichtung und geben uns heute einen kleinen Einblick in die Lebenswelt der Maya.
- 1562 verurteilte Papst Leo X. Pietro Pomponazzis Tractatus de immortalitate animae (Abhandlung über die Unsterblichkeit der Seele) von 1516. Es wurde öffentlich verbrannt. Pomponazzi wies in seinem Werk die Unsterblichkeit der Seele als unhaltbar zurück.

#### 17. Jahrhundert
- Um 1618 verbrannten Protestanten in England durch den Henker das Book of Sports, das nach puritanischer Ansicht der Heiligung des Schabbath widersprach (“10 of May the Boocke of Sportes upon the Lords day was burnt by the Hangman in the place where the Crosse stoode & at Exhange”).
- Am 29. Januar 1630 ließ der bayerische Kurfürst Maximilian I. im Zuge der Rekatholisierung der Oberpfalz vor den Toren der Stadt Amberg 11.183 „unkatholische“ Bücher verbrennen, die seine Beamten bei systematischen Hausdurchsuchungen im gesamten Fürstentum konfisziert hatten. Dabei handelte es sich überwiegend um in protestantischen Haushalten verbreitete religiöse „Gebrauchsliteratur“, etwa das Gebetbuch von Johann Habermann, den Psalter von Ambrosius Lobwasser, Evangelien, Verhaltensratgeber, z. B. Jesus Sirach, sowie Luther- und Hus-Biographien.[7] Die propagandistisch als Strafgericht inszenierte Verbrennung wurde von Jesuitenschülern musikalisch untermalt.[8] Später bekam der ehemalige Bürgermeister Georg Kotz wegen seiner angeblichen Äußerung, man hätte „die Pfaffen“ gleichfalls auf den Bücherhaufen setzen sollen, Schwierigkeiten mit der Obrigkeit.[7]
- 1634 fand in Madrid eine „Buchhinrichtung“ statt.
- Am 18. Oktober 1642 wurden auf dem Marktplatz in Tönning im Herzogtum Schleswig täuferisch-davidjoristische Bücher aufgrund eines Mandates des gottorfschen Herzogs Friedrich III. vom 19. Oktober gleichen Jahres und auf Betreiben des lutherischen Probstes auf Eiderstedt Johannes Moldenit öffentlich verbrannt.[9]
- 1650 fand die erste nachgewiesene Bücherverbrennung auf US-amerikanischem Boden auf dem Marktplatz von Boston statt, wo religiöse Schriften dem Feuer übergeben wurden. Dies begründete eine lange Tradition von Bücherverboten und Bücherverbrennungen in den USA.[10]
- Am 23. September 1660 verfügte der Staatsrat unter dem französischen König Ludwig XIV., die Lettres provinciales des Philosophen Blaise Pascal zu verbrennen, und verbot allen Druckern und Buchhändlern bei Androhung „exemplarischer“ Bestrafung nicht nur Druck und Verbreitung, sondern auch den privaten Besitz des Buches.[11] Die Schrift, in der sich Pascal kritisch mit dem sittlichen Verfall der Jesuiten und der probabilistischen Moraltheologie auseinandersetzte, war zuvor durch eine hochrangig besetzte Kommission von katholischen Klerikern und Theologen der Sorbonne als jansenistisch und damit häretisch eingestuft worden.[12] Die Verfügung wurde am 8. Oktober an der Einmündung der Rue de l’Arbre Sec in die Rue Saint-Honoré vollstreckt, einem Platz, der unter dem Namen Croix du Tiroir bekannt war und als einer von mehreren Richtstätten im damaligen Paris diente. Der Scharfrichter zerriss die Exemplare, derer man habhaft geworden war, und verbrannte sie auf dem Scheiterhaufen.[13] Bereits drei Jahre zuvor hatte das Parlament der Provence Pascals Schrift in Aix auf dem Scheiterhaufen verbrennen lassen, und die Generalkongregation der Inquisition unter Papst Alexander VII. hatte sie noch im gleichen Jahr auf den Index Librorum Prohibitorum gesetzt.[14]
- 1664 wurden im Zuge des Theaterskandals um Molières Tartuffe in Paris einige Exemplare des Stückes, das Scheinmoral und Bigotterie anprangerte, öffentlichkeitswirksam verbrannt.[15]
- 1689 stellte August Hermann Francke das traditionelle lutherische Studium in Frage. Viele Studenten verbrannten daraufhin ihre Lehrbücher.[16]
- 1682 ließ Fjodor III. von Russland Ahnenbücher des Adels verbrennen.

#### 18. Jahrhundert
- 1710 wurde im Königreich Großbritannien eines der deistischen Werke Matthew Tindals auf Veranlassung des Unterhauses verbrannt.
- 1746 verurteilte das Parlement de Paris die Pensées philosophiques, die Denis Diderot über die Osterfeiertage im selben Jahr geschrieben und Laurent Durand anonym publiziert hatte. In der Folge wurde dieses religionskritische aufklärerische Werk öffentlich verbrannt.[17]
- 1750 wurden in Frankfurt am Main knapp 1000 Bücher von Johann Christian Edelmann verbrannt.[18]
- Das Parlement in Paris und die Genfer Autoritäten verboten im Juni 1762 Rousseaus Emile oder über die Erziehung, in Genf zusätzlich den Gesellschaftsvertrag; es gab an beiden Orten entsprechende Bücherverbrennungen und Haftbefehle gegen den Vordenker der Aufklärung.[19]
- Am 2. Juli 1773 verbrannten die Mitglieder des Göttinger Hainbundes (anlässlich des Geburtstages ihres literarischen Idols Friedrich Gottlieb Klopstock) Porträt und Schriften des von ihnen verachteten Aufklärers Christoph Martin Wieland.
- 1793 ordnete der französische Revolutionsführer Robespierre die Verbrennung religiöser Bibliotheken und der Bücher verherrlichender Literatur der französischen Könige an. Er forderte am 8. Januar 1794 in einer Sitzung des Klubs der Jakobiner, sämtliche Ausgaben der Zeitung Vieux Cordelier in der Saalmitte zu verbrennen.

#### 19. Jahrhundert

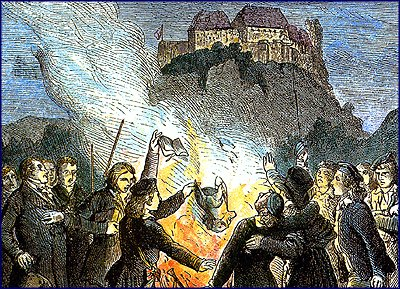
Bücherverbrennung am 18. Oktober 1817 auf dem Wartburgfest

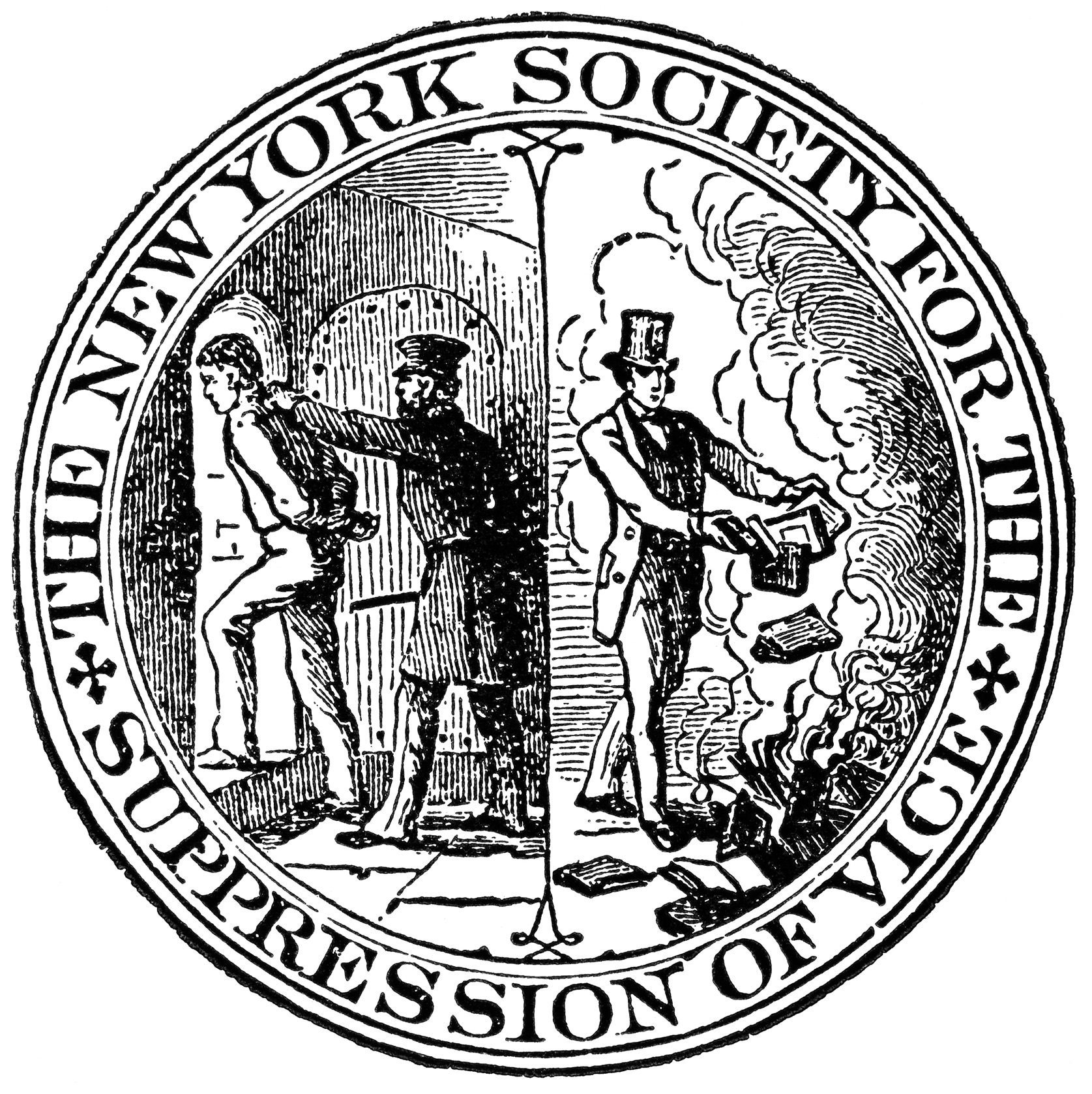
Siegel der „Gesellschaft zur Bekämpfung des Lasters“ in New York City (1873)

- Am 18. Oktober 1817 wurden nach dem offiziellen Ende des Wartburgfestes auf der Wartburg bei Eisenach mehrere Dutzend als reaktionär, antinational oder undeutsch eingestufte Bücher und militärische Gegenstände symbolisch verbrannt (siehe Bücherverbrennung beim Wartburgfest 1817).

- Am 4. Juli 1854 verbrannte der Bürgerrechtler William Lloyd Garrison die Verfassung der Vereinigten Staaten während eines Treffens der Abolitionisten in Framingham, Massachusetts als Dokument der Sklaverei.
- Die 1873 gegründete New York Society for the Suppression of Vice (Gesellschaft zur Bekämpfung des Lasters) des Anthony Comstock (1844–1915) führte die Abbildung einer Bücherverbrennung auf ihrem Siegel. Der Puritaner Comstock war lange Zeit Chef des United States Postal Inspection Service. Die von ihm initiierten Comstock-Gesetze schränkten den Versand „lasziven oder obszönen Materials“ – sei es erotische Literatur, Nacktfotos oder „Gummiartikel“ – erheblich ein. Zudem nutzte er eine Besonderheit des amerikanischen Rechts aus, das die Zulassung von Zeitschriften, Theaterstücken und Filmen bis in die 1950er-Jahre den kommunalen Behörden überließ. Damit konnte Comstock demokratisch legitimiert zu einem der größten Bücherverbrenner der Geschichte werden. Ihm werden die Verbrennung von 15 Tonnen Büchern sowie die Zerstörung von 150 Tonnen Bleidruckplatten und von fast vier Millionen Bildern zugeschrieben. Zudem trieb er etliche Verleger, Händler und Autoren, darunter Ida Craddock, in den Selbstmord und veranlasste mehrere tausend Verhaftungen.

#### 20. Jahrhundert

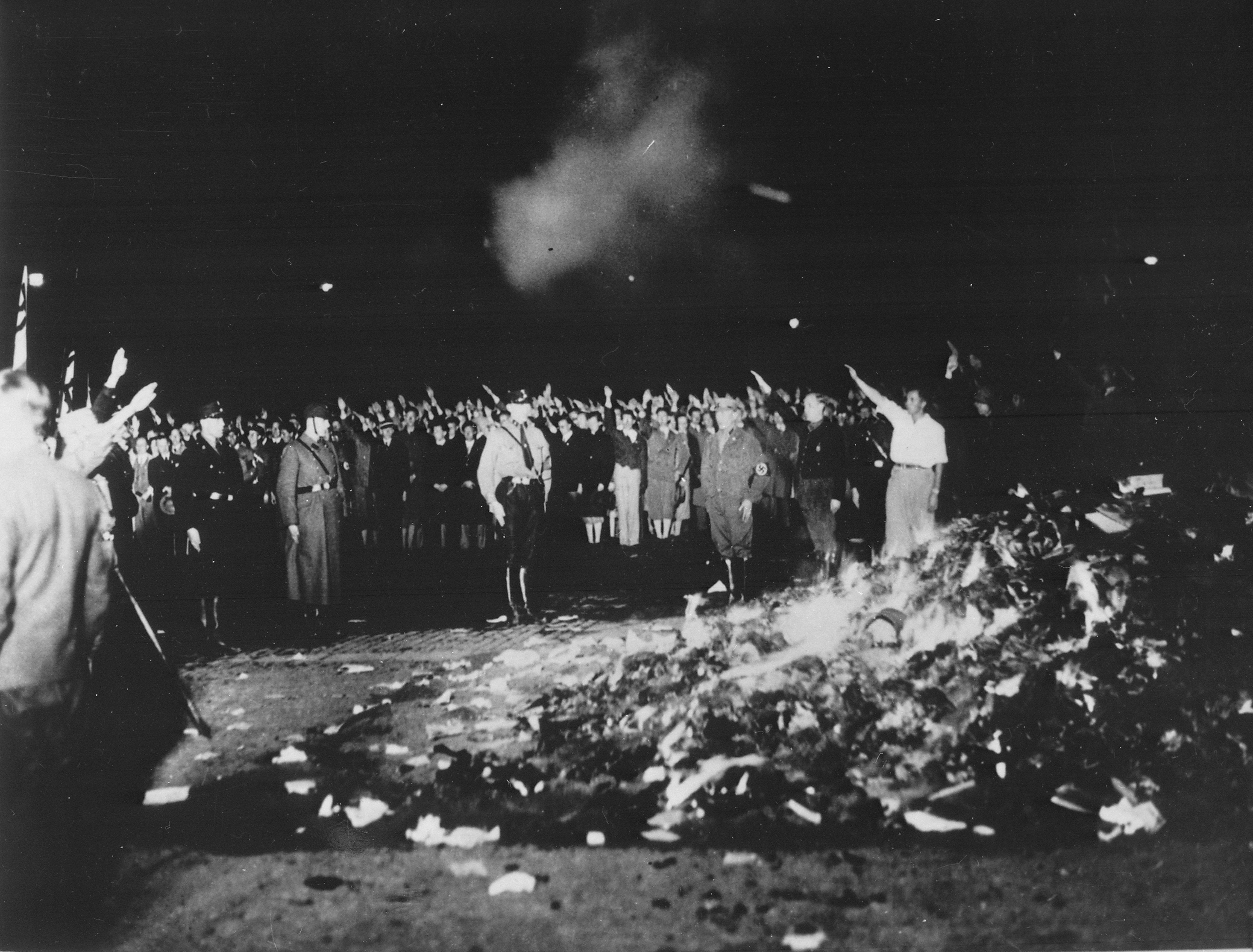
10. Mai 1933, Bücherverbrennung durch die Deutsche Studentenschaft am Opernplatz in Berlin

- Am 25. August 1914 wurde in den Anfangstagen des Ersten Weltkriegs die Universitätsbibliothek der Katholischen Universität Löwen als Vergeltungsmaßnahme gegenüber angeblichen Angriffen sogenannter Francs-tireurs durch die Truppen des Deutschen Kaiserreichs niedergebrannt. Die Aktion, die den unwiederbringlichen Verlust vieler mittelalterlicher Handschriften zur Folge hatte, löste Entsetzen in der ganzen Welt aus.[20]
- Als die USA 1917 in den Ersten Weltkrieg eintraten, wurden in mehreren Bundesstaaten unter dem Absingen patriotischer Lieder wahllos aus den Bücherregalen herausgegriffene deutsche Bücher verbrannt.[21]
- In den Jahren des Russischen Bürgerkriegs (1918–1922) und im Zuge der von den Bolschewiki angestrebten kulturellen Revolution wurden in der Sowjetunion der späten 1920er-Jahre Bibliotheken geplündert, Bücher verbrannt und auf andere Weise vernichtet.[22]
- Am 4. April 1933 wurden auf dem Domplatz in Magdeburg oppositionelle politische Schriften und etwa 10.000 Bücher verbrannt. Sie stammten offenbar aus einem  Überfall in der Nacht zum 3. April, bei dem die SS das Haus der Volksstimme gestürmt und Bücher, Fahnen und Flugblätter erbeutet hatte.[23]
- Am 11. April 1933 fand auf Initiative des Nationalistischen Deutschen Studentenbundes auf dem Platz vor dem Düsseldorfer Planetarium (heute Tonhalle Düsseldorf) eine Bücherverbrennung statt. Angehörige der Hitlerjugend, der Jugendorganisation des Deutschnationalen Handlungsgehilfenverbandes und evangelische Jugendbünde warfen hier unter anderem Werke von Erich Maria Remarque und Lion Feuchtwanger ins Feuer.[24]

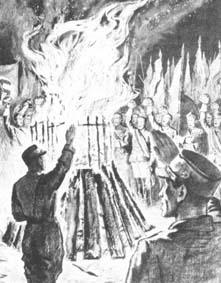
Bücherverbrennung 1933 im Rahmen der Aktion wider den undeutschen Geist

- Am 10. Mai 1933 fanden im nationalsozialistischen Deutschland im Zuge einer Aktion wider den undeutschen Geist der Deutschen Studentenschaft Bücherverbrennungen statt, wobei in 22 Universitätsstädten öffentlich zehntausende Bücher von jüdischen, marxistischen und pazifistischen Schriftstellern konfisziert und verbrannt wurden. Auf dem Berliner Opernplatz hielt Joseph Goebbels aus diesem Anlass eine Rede vor einem Massenpublikum. Im Juni 1933 und in den Monaten danach folgten zahlreiche weitere Aktionen. Der düster feierliche Pomp (Erich Kästner) verlieh diesen Veranstaltungen den Rang eines einmaligen Autodafé in der Kontinuität der geschichtlichen Reihe von der Antike bis zur jüngsten Gegenwart. Bücherverbrennung 1933 im Rahmen der Aktion wider den undeutschen Geist → Hauptartikel: Bücherverbrennung 1933 in Deutschland und Liste der verbrannten Bücher 1933
- Am 15. Dezember 1935 versammelten sich die Vertreter der armenischen Gemeinden in Istanbul im Stadtteil Pangalti, um gegen die Verfilmung von Franz Werfels Roman Die vierzig Tage des Musa Dagh zu protestieren, der den Genozid an den Armeniern durch die Jungtürken im Ersten Weltkrieg zum Thema hat. Auf einem Podest wurden ein Bild von Franz Werfel sowie sein Roman (in englischer Fassung) aufgestellt. Asot Kecyan, der armenische Korrespondent der Zeitungen Azatarar und Norlur, zündete Werfels Bild und Buch an. Währenddessen wurde die türkische Nationalhymne gesungen. Anschließend hielt einer der armenischen Kirchenvorsteher, Aram Aslan, eine Ansprache mit folgendem Inhalt: „Wir Armenier leben in dem von Atatürk gegründeten Paradies geschwisterlich. Wir zeigen der Welt, dass ein Attentat wie das, das von Franz Werfel gegenüber unserem Land ausgeübt wurde, mit dem Tod erwidert werden muss. Verflucht seien alle die, die gegen das Türkentum reden und handeln.“[25]
- 1936 Griechenland. Im August ließ Diktator Ioannis Metaxas den Gedichtzyklus Epitaphios von Giannis Ritsos öffentlich verbrennen.
- Im März 1938 organisierten die deutschen Nationalsozialisten der NSDAP/AO, Landesgruppe Mexiko, unter ihnen der deutsche Gesandte Heinrich Rüdt von Collenberg, in Mexiko-Stadt ein „Fest für den vollzogenen Anschluss“ Österreichs an das Deutsche Reich, dem man auch eine kleine Bücherverbrennung anschloss. (Mexiko war der einzige Staat, der den „Anschluss“ politisch verurteilt hatte.)
- Am 30. April 1938 fand auf dem Residenzplatz in Salzburg nach dem Anschluss Österreichs an das Deutsche Reich eine Bücherverbrennung statt. Sie wurde vom SS-Mann, Lehrer und Schriftsteller Karl Springenschmid inszeniert.[26] Am selben Tag um 12 Uhr zu Mittag wurde vor der versammelten Schülerschaft des Staatsgymnasiums in Klagenfurt von der lokalen Hitlerjugend  und der Schulleitung des Staatsgymnasiums eine Bücherverbrennung durchgeführt.[27] Eine weitere Bücherverbrennung fand am 21. Dezember 1938 in Thalgau (Salzburg) satt.[28]
- 1938 wurden von Nazis in vielen Städten und Dörfern Bücher jüdischer Gemeinden verbrannt (z. B. in den fränkischen Ortschaften Hagenbach, Karlstadt und Steinach).
- In den 1940er- und 1950er-Jahren geriet man in den USA und nachträglich auch in westeuropäischen Ländern wegen der hohen Verkaufszahlen von Comic-Heften und wegen der Theorien des deutsch-amerikanischen Psychiaters Fredric Wertham derart in Panik, dass ein regelrechter Kreuzzug gegen Comics geführt wurde und solche auch öffentlich verbrannt wurden.[29]
- Am 16. Mai 1940 wurde die mittlerweile (nach der Zerstörung 1914) wiederaufgebaute Universitätsbibliothek Löwen abermals durch deutsche Truppen zerstört.[30]
- 1941 wurden im deutsch besetzten Elsass im Rahmen einer „Entwelschungsaktion“ mehrere Bücherverbrennungen durchgeführt.
- Am 16. Juni 1944 verbrannte die Döme-Sztójay-Regierung in Ungarn 447.627 Bücher jüdischer Autoren.[31]
- 1953 erzwang der amerikanische Senator Joseph McCarthy im Zuge seiner „Kommunistenhatz“ in den USA die Beschlagnahme und teilweise Verbrennung inkriminierter Literatur aus den Bibliotheken der United States Information Agency.

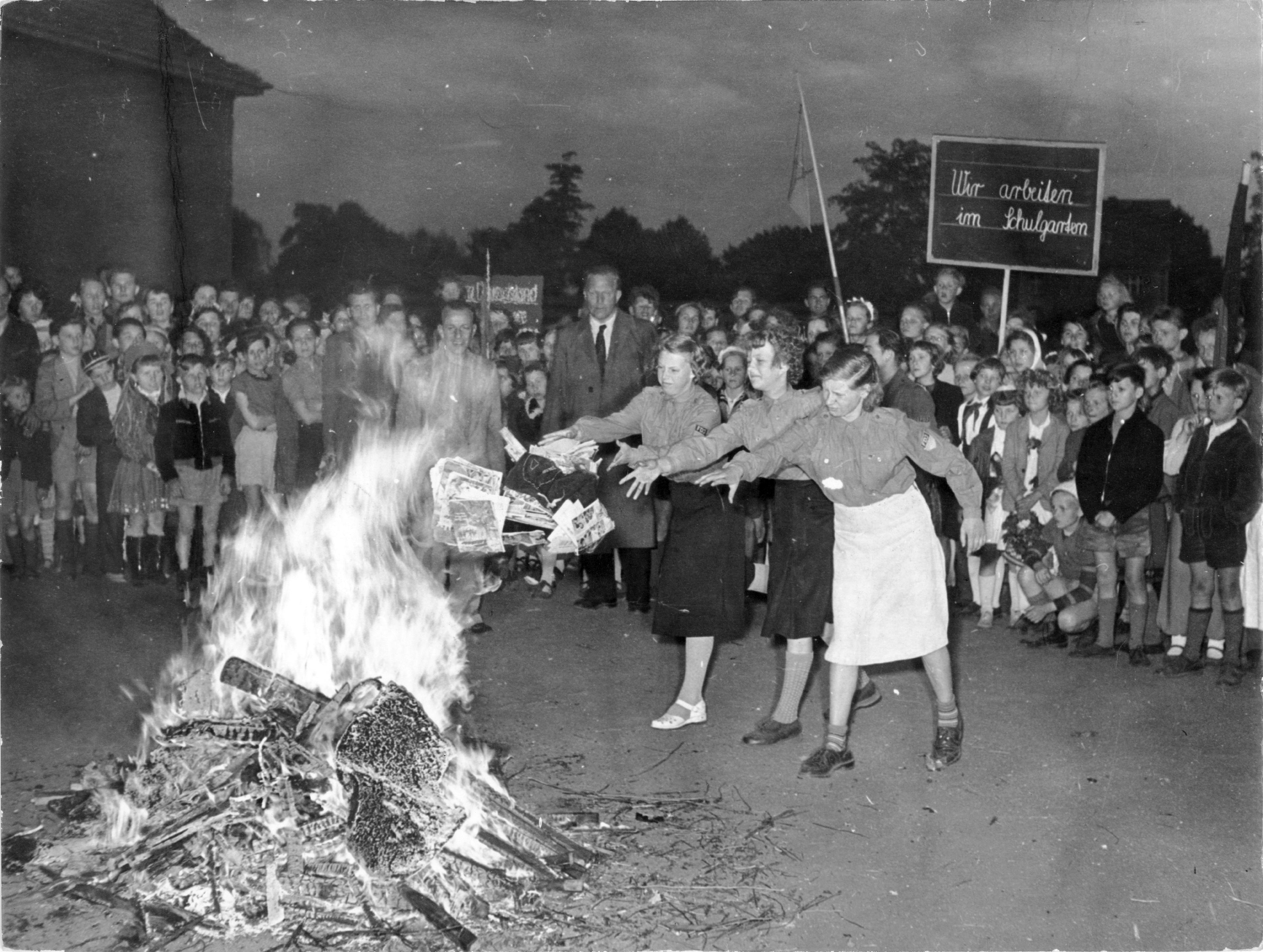
Verbrennung von „Schmutz- und Schundliteratur“ in Ost-Berlin am Vorabend des Internationalen Kindertags 1955

- Im Juni 1956 wurden Werke des Psychoanalytikers Wilhelm Reich im Zusammenhang mit seinen Theorien zur Orgon-Energie nach einer Anklage der amerikanischen U.S. Food and Drug Administration auf richterliche Anordnung auf seinem Anwesen in Rangeley (Maine) verbrannt. Ende desselben Jahres und im März 1960 wurden weitere sechs Tonnen von Reichs Veröffentlichungen, Büchern und Zeitschriften in der Gansevoort-Verbrennungsanlage in New York verbrannt. Bis in die 1960er-Jahre war jeder Besitz von Schriften von Wilhelm Reich in den USA verboten und wurde verfolgt.
- Am 30. März 1957 wurde vor über 1000 Zuschauern „auf dem Holzkamp“ in Itzehoe durch Bürgermeister Joachim Schulz ein „Scheiterhaufen“ aus mehr als 12000 „verderblichen Groschenheften“ entzündet.[32]
- Ende September 1957 rief der Bund der Deutschen Katholischen Jugend (BDKJ) in Frankfurt in Zusammenarbeit mit dem Deutschen Jugendschriftenwerk und „unter ausdrücklicher Billigung der Evangelischen Jugend und des Schulamts“ zu einer „Aktion Scheiterhaufen“ auf; die geplante öffentliche Verbrennung der „Schmöker“ fand allerdings nach „Protesten in Presse und Öffentlichkeit“ nicht statt.[33]
- Am 11. November 1958 wurde Schülerinnen und Schülern der Katholischen Volksschule Feldstraße in Aachen im Rahmen des traditionellen Sankt-Martins-Umzugs offiziell die Möglichkeit eröffnet, „ihre vor allen Dingen geistlose Schundliteratur, die auch heute nur allzu oft noch unter den Schulbänken hervorgeholt wird, dem Martinsfeuer anzuvertrauen.“[34]
- Im September 1959 wurden 1'480 Exemplare des 1633 erstmals erschienenen und vom Sinologen Franz Kuhn ins Deutsche übersetzte Werk Jou pu tuan des chinesischen Schriftstellers Li Yu wegen der angeblich „unzüchtigen“ Illustrationen von der Bezirksanwaltschaft Zürich beim Verleger beschlagnahmt und nach zweijährigem Rechtsstreit 1961 samt Manuskript des Übersetzers und Drucksatz in der Kehrichtverbrennungsanstalt der Stadt Zürich verbrannt.[35]
- Die Behörden des Ostblocks hatten die Anweisung, die von 1952 bis 1959 per Ballon-Luftfracht aus dem Westen nach Osteuropa gelangten verbotenen Bücher aufzufinden und zu zerstören.[36]
- 1962 wurden die ersten studentischen „Botschafter“, die nach Ost-Berlin einreisen durften, gezwungen, alle ihre mitgebrachten Bücher und Manuskripte vor der Einreise zu verbrennen.
- Am 3. April 1965 fand in Bietigheim im Landkreis Ludwigsburg die vom dortigen Stadtjugendring (Vorsitzender Lothar Späth) organisierte Umtauschaktion „Schundliteratur gegen gute Bücher“ mit der öffentlichen Verbrennung tausender Exemplare von Groschenliteratur ihren Abschluss.[37]
- Im Mai 1965 wurden im schweizerischen Brugg im Rahmen einer von einem Gewerbeschullehrer initiierten Aktion zahlreiche als „Schund“ klassifizierte Illustrierte öffentlich verbrannt, darunter auch Wildwesthefte oder Bravo.[38][39]
- Am 3. Oktober 1965 verbrannte eine Gruppe Jugendlicher des Düsseldorfer EC (Entschiedene Christen) Groschenromane, Sex-Magazine und Bravo-Hefte, aber auch Bücher namhafter Autoren, wie Camus, Grass, Kästner oder Nabokow unter Rezitieren von Bibelstellen, um Schriften zu vernichten, „die negative Wirkung auf sie gehabt hätten“. Sie hatten dazu die offizielle Genehmigung des Ordnungsamtes der Stadt Düsseldorf. Die Idee war den Jugendlichen nach der Lektüre von Apostelgeschichte 19,19 EU gekommen, wo es heißt: „Und nicht wenige, die Zauberei getrieben hatten, brachten ihre Zauberbücher herbei und verbrannten sie vor aller Augen.“[40]
- Am 15. August 1966 erfolgten nach Aufruf durch evangelikale Kreise in den USA öffentliche Verbrennungen von Beatles-Schallplatten[41].
- Seit der Machtübernahme der Kommunistischen Partei in der Volksrepublik China werden öffentlich „anti-kommunistische“ Bücher und Medien vernichtet. Dazu gehören vor allem Bücher und digitale Medien von verfolgten Gruppen wie Demokraten und Menschenrechtlern. Auch Medien von verbotenen religiösen Gruppen, wie Falun Gong, werden öffentlich vernichtet.
- 1975 kamen in Kambodscha die Roten Khmer an die Macht, deren Führer Pol Pot auf kommunistischer Basis eine reine Agrargesellschaft schaffen wollte, in der jeglicher Intellekt verboten war. Geld wurde abgeschafft, Bücher wurden verbrannt, Lehrer, Händler und beinahe die gesamte intellektuelle Elite des Landes wurde ermordet, um den Agrarkommunismus zu verwirklichen.
- Im Mai 1981 wurde die Jaffna Public Library in Sri Lanka gestürmt und niedergebrannt, wobei mehr als 97.000 Bücher den Flammen zum Opfer fielen. Dabei wurden auch viele alte Palmblattmanuskripte vernichtet.[42]
- Am 28. November 1986 ließ das chilenische Innenministerium auf direkte Order des Diktators Augusto Pinochet in Valparaíso 15.000 Exemplare des regimekritischen Buches Das Abenteuer des Miguel Littín – Illegal in Chile von Gabriel García Márquez verbrennen.

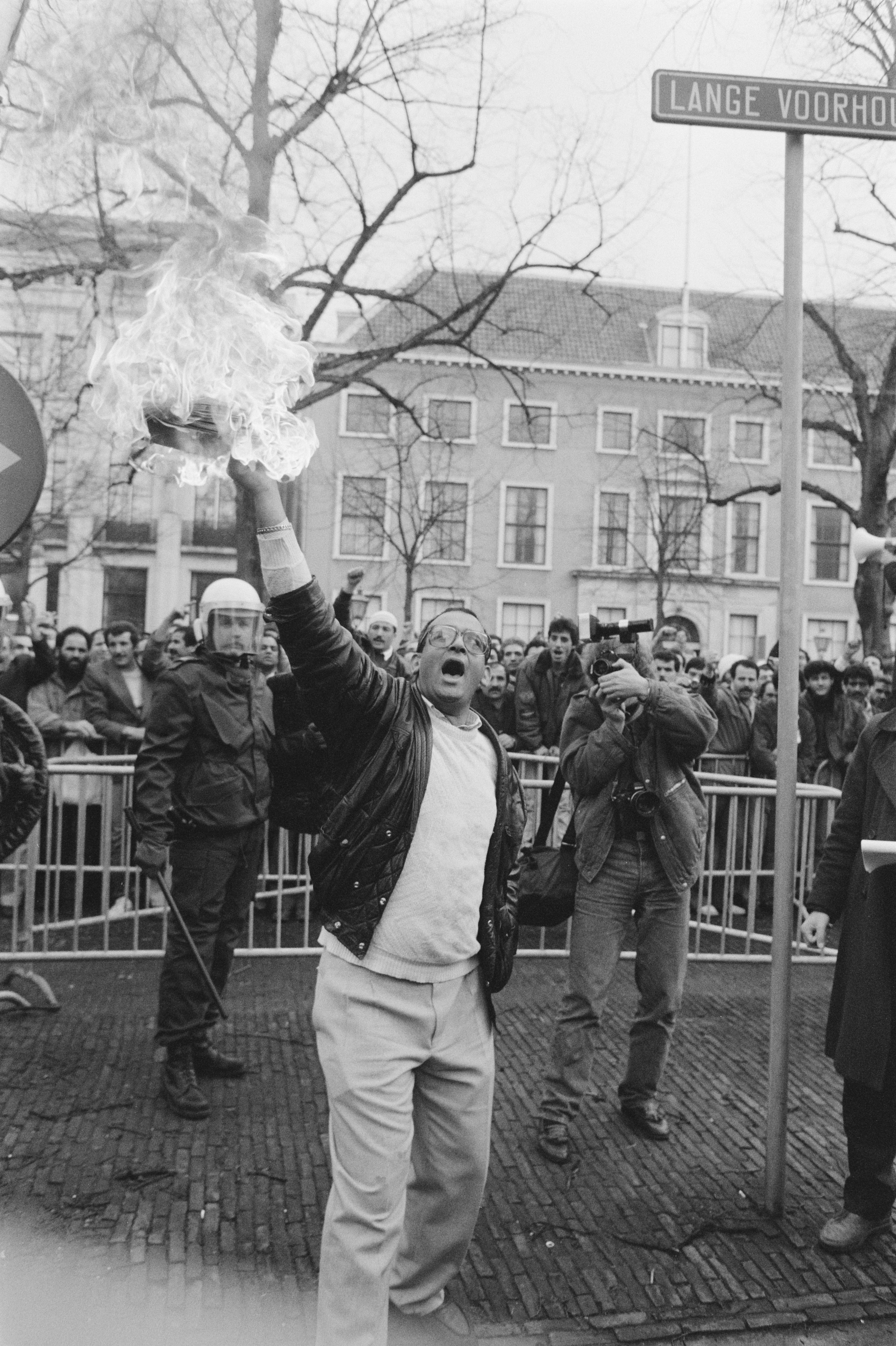
Ein Mann verbrennt ein Exemplar des Buchs Die satanischen Verse in Den Haag (1989)

- Der 1988 erschienene Roman Die satanischen Verse von Salman Rushdie wurde von Muslimen als gotteslästerlich verbrannt.Vedran Smajlović spielt Cello im zerstörten Bibliotheksgebäude der Vijećnica (1992)

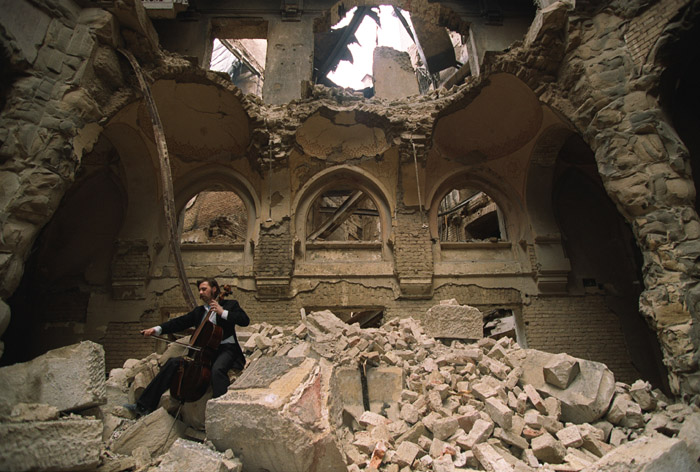
Vedran Smajlović spielt Cello im zerstörten Bibliotheksgebäude der Vijećnica (1992)

- 1992 griffen im Bosnienkrieg serbische Truppen das Orientalische Institut in Sarajevo an, der gesamte Archivfonds wurde zerstört:[43] ca. 250.000 laufende Meter, meistens Originaldokumente, die Sammlung Manuscripta turcika (7.156 Dokumente), die Sammlung von Sidschilen (66 Sidschilen vom 17. bis zum 19. Jahrhundert), das Archiv vom Vilajet (ca. 220.000 Dokumente aus dem 19. Jahrhundert), die Sammlung von Tapien, die Sammlung mit den handschriftlichen Manuskripten (5.236 Kodeke).
- Ebenfalls im Bosnienkrieg wurde im August 1992 die bosnische National- und Universitätsbibliothek in der Vijećnica durch serbische Nationalisten unter der Führung von Ratko Mladic zerstört. Fast alle ihrer 1,5 Millionen Bücher inklusive über 150.000 antiquarischer Bücher wurden dabei vernichtet.[44]
- Die 1987 gegründete Nasir-i Khuschra Stiftung in Kabul, Afghanistan beinhaltete einen großen Schatz an Museumsgütern und Büchern[45] in Arabisch, Englisch und Paschtu. Die persische Sammlung war einmalig und enthielt unter anderem eine frühe Ausgabe von Firdausi Schāhnāme, die ismaelitische Sammlung Werke von Hasan-i Sabbāh, Nasir-i Khuschra und Siegel des ersten Aga Khan. Am 12. August 1998 zerstörten die Taliban Druckerei, Museum und Bücherei und verschonten nicht einen Buchband, nicht einmal eine tausendjährige Ausgabe des Korans.[46][47]

#### 21. Jahrhundert
- Im Januar 2001 ließ das Ägyptische Kulturministerium auf Druck islamischer Fundamentalisten 6000 Exemplare homoerotischer Poesie von Abu Nuwas verbrennen.
- Im März 2001 ließen der US-amerikanische Pastor George Bender und Mitglieder der „Harvest Assembly of God“-Kirche in Pittsburgh u. a. die „Harry Potter“-Romane von J. K. Rowlings verbrennen. Dies geschah während eines „Book-Burning“-Gottesdienstes und mit der Begründung, der neue Held verherrliche Zauberei und Hexentum. Ebenfalls auf dem Scheiterhaufen landeten CDs und Videos von Foreigner, AC/DC, Bruce Springsteen, Pearl Jam, Iron Maiden und Black Sabbath sowie die Walt-Disney-Videos „Herkules“ und „Pinocchio“.[48] Weitere Verbrennungen fanden in Alamogordo (New Mexico),[49] Canton (North Carolina)[50] und Colorado City (Arizona)[51] statt.
- Anfang 2001 kam es in Indonesien zu einer Reihe von „Sweepings“ („Fegefeuer“) genannten Verbrennungen von als politisch links geltender Literatur, Mangas (japanischen Comics), Popmusik-CDs, aber auch von Khalil Gibrans Essayband Der Prophet. Sie entsprangen studentischem Protest gegen sinkendes Ausbildungsniveau wie auch fundamentalistischem, westliche Vorstellungen negierenden Moralismus.
- 2002 Tiflis: Bei einer Bibelverbrennung in Gestalt eines Brandanschlages auf ein Gebäude der georgischen Bibelgesellschaft vernichtete eine extremistische Gruppe der georgisch-orthodoxen Kirche vor laufenden Kameras zehntausende „protestantischer“ Bibeln.
- Am 30. März 2005 ordnete der türkische Landrat Mustafa Altinpinar in der südtürkischen Provinz Isparta an, alle Bücher des späteren Nobelpreisträgers Orhan Pamuk aus den öffentlichen Büchereien zu entfernen und zu verbrennen. Pamuk war und ist ein scharfer Kritiker der türkischen Kurdenpolitik und der offiziellen Haltung zum Genozid an den Armeniern im Jahre 1915. Der Landrat begründete seine Entscheidung mit dem Recht der türkischen Nation auf Notwehr gegen Verleumdungen. In den Buchregalen befand sich jedoch kein einziges Werk des Autors, da er schon vorher stark angefeindet wurde. Die Verbrennungsaktion fiel aus. Der Gouverneur der Provinz Isparta, Isa Parlak, hob wenig später die Entscheidung des untergebenen Landrats auf.[52]
- Am 21. Mai 2006 verbrannten zwei Politiker in Ceccano (Italien) ein Exemplar des Buches „Sakrileg“ von Dan Brown. Einer der beiden, Stefano Gizzi, begründete sein Handeln damit, „Jesus verteidigen“ zu wollen. Der Auslöser für die Verbrennung war die Tatsache, dass in dem Buch „Sakrileg“ die These aufgestellt wird, dass Jesus und Maria Magdalena ein Ehepaar waren und gemeinsame Kinder hatten.
- Am 24. Juni 2006 wurden bei der Sonnenwendfeier in Pretzien (Sachsen-Anhalt) eine USA-Flagge und das Tagebuch der Anne Frank öffentlich und mit direktem Bezug auf die Bücherverbrennungen während des NS-Regimes verbrannt. Fünf der Täter wurden zu Bewährungsstrafen verurteilt.
- Am 11. Juli 2007 strahlte die ARD den Dokumentarfilm Die Hardliner des Herrn von Tilman Jens aus, der vom HR produziert wurde und in dem eine Bibel verbrannt wird, was zu Kontroversen führte, da dies in einigen Kreisen als Verhöhnung sowohl der Christen als auch der Juden, denen die fünf Bücher Mose (Tora) ebenfalls heilig sind, empfunden wurde. Jens erklärte: „Es geht darum, die Bibel als drohendes, als Angst machendes Instrument und gleichzeitig als Feuerschwert Gottes darzustellen.“[53]
- Im Mai 2008 wurden in der israelischen Stadt Or Yehuda mehrere hundert Neue Testamente von orthodoxen Talmudschülern eingesammelt und anschließend aufgeschichtet und verbrannt. Die Bücher waren einige Tage zuvor von Messianischen Juden, einer Glaubensrichtung, die Jesus als den den Juden versprochenen Messias betrachtet und von allen anderen jüdischen Glaubensrichtungen als christlich angesehen wird, in dem Ort verteilt worden.[54]
- Im Juli 2010 entfachten der Prediger Terry Jones und die von ihm und seiner Frau geleitete US-amerikanische christliche Gemeinde Dove World Outreach Center eine Kontroverse um die geplante Koranverbrennung 2010, als sie ankündigten, aus Anlass des Jahrestages Terroranschläge am 11. September 2001 in Gainesville (Florida) 200 Exemplare des Koran verbrennen zu wollen. Nach internationalen Protesten sagte Jones die Aktion am 9. September 2010 ab.
- Im Februar 2012 verbrannten fünf US-Soldaten in Afghanistan mehrere Koran-Exemplare. Diese waren zuvor im Militärgefängnis Bagram als geheimes Kommunikationsmittel unter den Gefangenen verwendet worden. Um dies zu unterbinden, wurden die Bücher eingezogen und in einem Büro verwahrt. Dort seien die Bücher aber versehentlich in den Müll gewandert, so die Ermittler des US-Militärs. Arbeiter in der Mülldeponie Bagrams bemerkten die Verbrennung des religiösen Buches. In Afghanistan kam es daraufhin zu gewalttätigen Protesten, bei denen rund 40 Menschen ums Leben kamen. Der amerikanische Präsident Obama entschuldigte sich daraufhin bei der afghanischen Bevölkerung.[55] → Hauptartikel: Unruhen nach Koran-Verbrennungen in Afghanistan im Februar 2012
- In Russland wurden im Zusammenhang mit Registrierungen als „ausländischer Agent“ ab 2012 Bücher von derart vom Staat geächteten Personen und Organisationen aus Bibliotheken entfernt und vernichtet.[56]
- Im Januar 2016 begannen Behörden in der nordrussischen Provinz Komi mit der Vernichtung von Büchern, die mit Unterstützung des US-Milliardärs George Soros veröffentlicht wurden. Mehrere hundert Publikationen wurden aus Beständen örtlicher Hochschulen in der Stadt Workuta entfernt. In der Anordnung zur Verbrennung wurde behauptet, die Bücher würden unter Jugendlichen „der russischen Ideologie fremde Vorstellungen“ verbreiten, sie führten auch zu „verzerrter Wahrnehmung der vaterländischen Geschichte“. Die Verfasser der meisten Bücher sind russische Wissenschaftler, darunter Professoren der staatlichen Lomonossow-Universität und der Higher School of Economics (HSE), beide in Moskau.[57]
- In der kanadischen Provinz Ontario wurden 2019 etwa 30 Bücher verbrannt, die vorgeblich rassistische oder diskriminierende Inhalte vermitteln sollen, darunter Ausgaben der Serien Asterix (Die große Überfahrt) sowie Tim und Struppi (Tim in Amerika). Die Asche der Bücher wurde als Dünger für Pflanzen verwendet, welche in einer „inklusiven Gesellschaft“ gedeihen sollen.[58][59]
- Im März 2019 verbrannten katholische Priester  in Polen Bücher, darunter auch „Harry Potter“-Bände der britischen Autorin J.K. Rowling. „Wir gehorchen dem Wort Gottes“, erklärten die Priester der Gruppe Fundacja SMS Z Nieba in einem Facebook-Post, der Fotos der Bücherverbrennung zeigte und aus dem Alten Testament zitierte. Auf den Bildern war zu sehen, wie drei Geistliche einen Korb voller Bücher und anderer Gegenstände zu einem Feuer tragen. Die Fotos zeigten zudem, wie die Priester Gebete vor den Flammen sprechen, in denen unter anderem eine afrikanische Maske, ein „Hello Kitty“-Regenschirm und eine Hindu-Figur lagen.[60]
- Im Februar 2022 ließ der evangelikale US-Pastor Greg Locke in einem live auf Facebook gestreamten Event Bücher und Filme der Reihen „Harry Potter“ und „Twilight“ verbrennen. „Es geht um unsere Befreiung von den Dämonen“, verkündete Locke. Und er schloss an: „Eure Zauberei muss im Namen von Jesus weichen.“ Vor dem Event hatte er seine Gefolgschaft aufgefordert, sämtliche okkulten Gegenstände aus ihren Häusern zu verbannen – etwa Tarot-Karten oder Heilkristalle.
- Im April 2022 verbrannte der dänisch-schwedische rechtsextreme Politiker und Parteivorsitzende des Stram Kurs, Rasmus Paludan, einen Koran in Malmö (Schweden). Daraufhin kam es zu Ausschreitungen in einem überwiegend von Migranten bewohnten Stadtviertel, bei denen auch Sicherheitskräfte verletzt wurden. Auch in anderen schwedischen Städten wie Örebro hielt Paludan Versammlungen ab, bei denen immer jeweils ein Koran verbrannt werden sollte, wozu es aber nur in einigen Fällen kam.[61][62][63][64][65][66] In Norrköping musste die Polizei Warnschüsse abgeben, nachdem Gegendemonstranten Autos angezündet und Steine auf Polizisten geworfen hatten.[67][68]
- Die Besatzungstruppen des russischen Überfalls auf die Ukraine zerstörten systematisch ukrainische Bücher.[69] Die britische Botschafterin nannte die Bücherverbrennungen das exakte Gegenteil von Denazifizierung.[70]
- 2023 verbrannte der Iran-Flüchtling Salwan Momika in Schweden bei anti-islamischen Demonstrationen mehrmals Koran-Exemplare und wurde dafür vor Gericht gestellt. Am 30. Januar 2025, dem Tag, an dem das Urteil gegen ihn verkündet werden sollte, wurde er in einem Haus in Södertälje bei Stockholm niedergeschossen. Schwedische Medien berichteten, er habe einen Live-Stream auf TikTok gesendet, als er erschossen wurde.

## Heinrich-Heine-Zitat

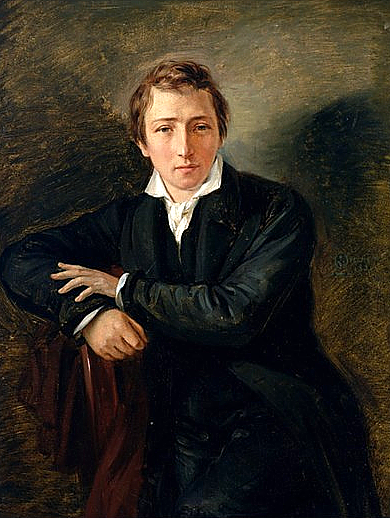
Heinrich Heine, 1831
Gemälde von Moritz Daniel Oppenheim

„Das war ein Vorspiel nur, dort wo man Bücher verbrennt, verbrennt man auch am Ende Menschen.“
Dieses Zitat Heinrich Heines aus seiner Tragödie Almansor (1821, erschienen 1823) behandelt – entgegen einer weit verbreiteten Annahme – nicht die vier Jahre zuvor durchgeführte Bücherverbrennung beim Wartburgfest 1817, sondern eine Verbrennung des Korans nach der Eroberung des spanischen Granada durch christliche Ritter unter dem inquisitorischen Kardinal Francisco Jiménez de Cisneros 1499/1500 (siehe oben). In Heines Toleranzstück spricht der Moslem Almansor ben Abdullah mit Hassan, der verzweifelt gegen die christliche Besatzung kämpft:
Almansor:
Wir hörten daß der furchtbare Ximenes,
Inmitten auf dem Markte, zu Granada –
Mir starrt die Zung im Munde – den Koran
In eines Scheiterhaufens Flamme warf!
Hassan:
Das war ein Vorspiel nur, dort wo man Bücher
Verbrennt, verbrennt man auch am Ende Menschen.
Heines Zitat wird allerdings als prophetisch für die Bücherverbrennung im Mai und Juni 1933 im nationalsozialistischen Deutschland angesehen und ist auf vielen Mahnmalen und Gedenkstätten zu lesen (siehe auch Bücherverbrennung 1933 in Deutschland). In Frankfurt befindet sich vor dem Römer eine Gedenkplatte und im Kaiserdom ein Gemälde.

## Bücherverbrennung in der Literatur und im Film

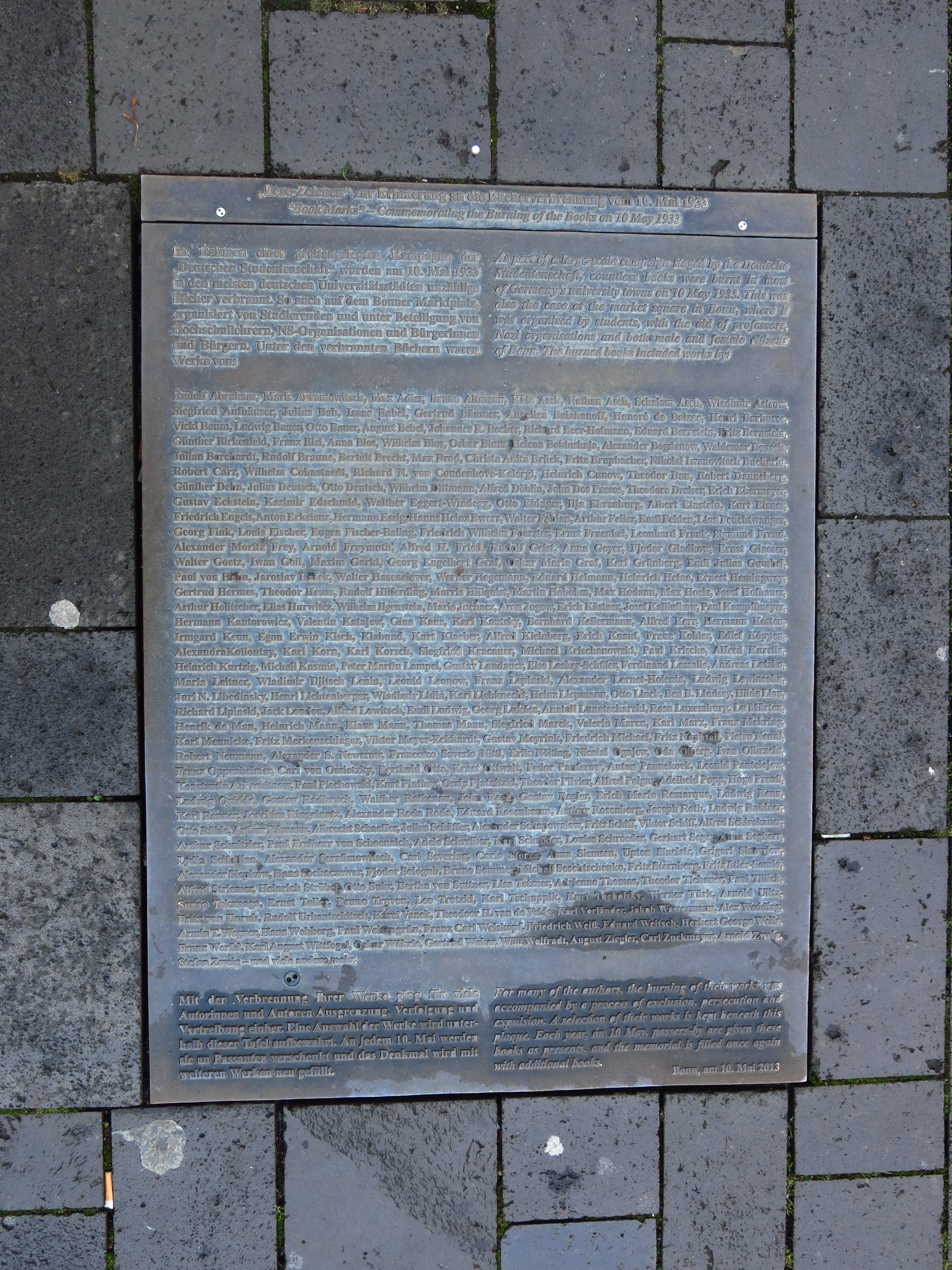
„Lese-Zeichen“ zur Erinnerung an die Bücherverbrennung vom 10. Mai 1933, Bonner Marktplatz.
Das Mahnmal zur Bücherverbrennung auf dem Bonner Markt; In das Pflaster des Bonner Markt sind insgesamt 60 sichtbare Buchrücken, sogenannte „Lesezeichen“, verteilt, die sich an der Rathaustreppe, dem Ort, an dem die Bücher am 10. Mai 1933 verbrannt wurden, verdichten. Zusätzlich wurde ein wetterfester Archiv-Behälter in Form einer Büchertruhe in den Platz eingelassen. Seine Inschrift benennt das Ereignis und weitere Autoren von verbrannten Büchern.

- In der Novelle Der Frankfurter Bücherbrand (Amsterdam 1933) schildert Heinrich Eduard Jacob, wie der 14-jährige Goethe eine Bücherverbrennung erlebte. Es handelt sich um die Paraphrase einer biografischen Einzelheit aus Goethes Dichtung und Wahrheit.
- Der 1953 veröffentlichte dystopische Roman Ray Bradburys Fahrenheit 451 beschreibt warnend eine Gesellschaft, die die Bücherverbrennung institutionalisiert hat und in der Feuerwehrleute ausgeschickt werden, sie zu verbrennen. Die Temperatur Fahrenheit 451 (451 °F) entspricht 232 Grad Celsius, der Temperatur, bei der angeblich Bücherpapier Feuer fängt und verbrennt. Berühmt wurde eine Verfilmung mit Oskar Werner und Julie Christie von François Truffaut.

„A book is a loaded gun in the house next door. Burn it. Take the shot from the weapon. Breach men’s mind. Who knows who might be the target of the well-read man. Me?“ (Fahrenheit 451)
- In George Orwells Roman 1984 werden nicht regime-konforme Werke eingeäschert und die Verbrennung „aller Bücher vor 1960“ propagiert.

- In Soll man de Sade verbrennen? („Faut-il brûler Sade?“, veröffentlicht in Les Temps modernes, Dezember 1951 und Januar 1952) griff Simone de Beauvoir den Begriff der Bücherverbrennung polemisch für eine Literaturkritik zu Marquis de Sade auf.

- In Heinrich Heines Tragödie Almansor (1821) wird von der Verbrennung des Koran während der Eroberung des spanischen Granada 1499/1500 durch christliche Ritter unter dem inquisitorischen Kardinal Mateo Ximenes de Cisneros berichtet (siehe oben).

- In Don Quijote von Miguel de Cervantes verbrennen der Pfarrer und der Barbier Nikolas einen großen Teil der Bücher Don Quixotes, da ihn diese um seinen Realitätssinn gebracht haben. Als zusätzliche Maßnahme wird das Bücherzimmer zugemauert.

- Im zweiten Teil des Dramas Tamburlaine von Christopher Marlowe (1587) verbrennt der Protagonist Tamburlaine nach der Eroberung der Türkei, Kleinasiens und Ägyptens ein Exemplar des Koran, um seine Unabhängigkeit zu bekunden.

- In einer Schlüsselszene des NS-Propagandafilms Der alte und der junge König (1935) wirft König Friedrich Wilhelm I. von Preußen die französischen Bücher seines Sohnes Kronprinz Friedrich (der spätere Friedrich II.) gemeinsam mit seiner Flöte ins Feuer, was als notwendiger und positiver Akt im Zuge der Erziehung des Prinzen dargestellt wird, um ihn zu einem „guten Herrscher“ zu machen.

- In dem Film Indiana Jones und der letzte Kreuzzug wohnen Indiana Jones (Harrison Ford) und sein Vater, Henry Jones (Sean Connery), einer Bücherverbrennung der Nazis bei. Henry Jones wendet sich angeekelt und erschrocken ab und sagt „Anstatt die Bücher zu verbrennen, sollten Sie sie lieber lesen“.

- In dem 2013 verfilmten Roman Die Bücherdiebin von Markus Zusak findet zu Ehren Adolf Hitlers zu seinem Geburtstag eine Parade statt, die mit einer Bücherverbrennung feierlich endet. Die „Bücherdiebin“ Liesl Memminger wird dort von Franz Deutscher aufgefordert, ein Buch zu verbrennen. Hier wird ihr zum ersten Mal klar, dass Adolf Hitler und das Nazi-Regime gegen Juden und Kommunisten vorgehen, der Grund, weshalb sie von ihrer „kommunistischen“ Mutter zu ihrer neuen Familie in Sicherheit gebracht wurde.